# Sveta Neđelja (isla)
Sveta Neđelja es un pequeño islote perteneciente a Montenegro. Se encuentra situado en el municipio de Budva, frente al pueblo de Petrovac en el Mar Adriático. El islote junto con el de Katič forma un pequeño archipiélago que resulta interesante para la práctica del buceo, la isla posee además una pequeña iglesia que lleva su nombre.
- Datos: Q1125091
- Multimedia: Sveta Neđelja (Montenegro) / Q1125091